# 哥倫比亞港
哥倫比亞港是哥倫比亞的城鎮，位於該國北部加勒比海北岸，由大西洋省負責管轄，距離首都波哥大726公里，始建於1888年12月31日，面積93平方公里，海拔高度1米，2005年人口11,635。

## 外部連結
- （西班牙文） Alcaldia de Puerto Colombia - official website
- （西班牙文） Government of Colombia website

11°01′N 74°53′W / 11.017°N 74.883°W